# 솔로몬저축은행
솔로몬저축은행(Solomon貯蓄銀行)은 임석 회장이 경영한 한 때 대한민국 최대의 저축은행 집단이었다. 2012년 해체되었다.

## 참고문헌
1. ↑  https://biz.chosun.com/site/data/html_dir/2012/05/06/2012050600062.html